# 韋景雲
韋景雲（？—）是香港音樂監製、作曲家及編曲家，曾居於加拿大多倫多。2013-2021年曾經擔任TVB音樂總監一職，2021年11月13日離職。歌手韋雄是其弟弟。韋景雲早年入讀加拿大多倫多 George S. Henry Academy，其弟亦是該校的校友。韋景雲之後升讀滑鐵盧大學。他為發展其音樂興趣，曾在當地的音樂學校 Harris Institute 進修。

## 演出
- 聲夢傳奇（音樂總監）

## 作品列表

### 2004年
- 杜德偉 - 快愛（曲）
- 劉浩龍 - 錯定離手（曲）

### 2007年
- 謝安琪 - The Rone & Bonly（編）
- 關智斌 - 我不懂張愛玲（曲）

### 2008年
- 官恩娜 - 24小時表演（編）
- 楊丞琳 - 冷戰（曲）
- 鄭　融 - 60秒的夢（編／莊冬昕合監）

### 2009年
- 方皓玟 - Unlock Me（Edward Chan合編）
- 韋　雄 - 根本你不懂得愛我 （曲／Johnny Yim合編／莊冬昕合監）
- 梁詠琪 - 我是你的梁詠琪（編）
- 梁詠琪 - Let Them Shine（編）

### 2010年
- 朱紫嬈 - 愛的一種說法（曲）
- 連詩雅 - I Don't Wanna Be Lonely（曲）
- 陳思彤 - 李莫愁（曲／編）
- 蔡卓妍 - 簡簡單單（曲／編）
- 鄭欣宜 - 夢飛行（曲）
- 關心妍 - 夢飛行（曲）
- 關心妍 - 拾年（監／黃兆銘合編）
- 關心妍 - 愛將（編／監）
- 關心妍 - Take Me There（曲）

### 2011年
- 吳雨霏 - 初會 （曲／黃兆銘合編）
- 吳若希、許廷鏗 - 知己（國）（監）
- 韋　雄 - 數碼回憶（曲）
- 韋　雄 - 數碼回憶（國）（曲）
- 韋　雄、陳潔麗 - 認定（曲）
- 許廷鏗 - 定格（編／監）
- 許廷鏗 - 留白（編／監）
- 許廷鏗 - 逃犯（監）
- 許廷鏗 - 螞蟻（國）（監）
- 許廷鏗 - 厭棄（黃安弘合編／監）
- 連詩雅 - 讓我享受談戀愛（曲）
- 劉　璇 - 麻（曲）
- 鄭欣宜 - 忘記的理由（黃兆銘合編／監）
- 鄭欣宜 - 不流淚（編／監）
- 鍾嘉欣 - 得閒找你（編）
- 鍾嘉欣 - I'll Be Waiting For You（編）

### 2012年
- Super Girls - Be Strong（曲／編／監）
- 江若琳 - 吉光片羽（編／監）
- 江若琳 - 感動自己（監）
- 江若琳 - 天空之樹（監）
- 江若琳 - 你給我力量（國）（監）
- 吳若希 - Can't Let You Go（編／監）
- 吳若希 - 我沒有傷心（國）（監）
- 吳若希 - 第一天失戀（國）（監）
- 林　峯 - The One（曲／編／監）
- 胡鴻鈞 - 雙飛（黃安弘合編／何哲圖合監）
- 胡鴻鈞 - 幸福（編／監）
- 胡鴻鈞 - 深不見底（監）
- 胡鴻鈞 - 我們繼續演下去（監）
- 胡鴻鈞 - 雙飛（國）（黃安弘合編／何哲圖合監）
- 胡鴻鈞 - 明日（黃安弘合編／何哲圖合監）
- 許廷鏗 - 面具（編／監）
- 許廷鏗 - 算了吧（編／監）
- 許廷鏗 - 從來沒發生（監）
- 許廷鏗 - 遺棄（黃安弘合編／監）
- 許廷鏗 - 最喜歡不是我（監）
- 許廷鏗 - 回味（編／何哲圖合監）
- 陳法拉 - Beautiful Life（Jonnic Lee Thompsett合編／監）
- 鄭　融 - 我想唱歌（陳考威合曲／編／監）
- 鍾嘉欣 - 預防針（曲）
- 鍾嘉欣 - Love Love Love（曲／編／監）
- 鍾嘉欣 - 死症（編／監）
- 鍾嘉欣 - 月亮代表我的心（編／監）
- 鍾嘉欣 - 友愛是這麼簡單（黃安弘合編／監）
- 鍾嘉欣 - 你是我的一半（國）（監）

### 2013年
- Super Girls - I Belong To U（監）
- 王君馨 - If I Believe（《鬥艷》插曲，曲／編／劉港源合監）
- 吳若希 - 炊煙（編／何哲圖合監）
- 吳若希 - 未上心（何哲圖合監）
- 吳若希 - 等（編／監）
- 吳若希 - 把歌談心（何哲圖合監）
- 吳若希 - 好心人（監）
- 吳若希 - 無所謂（監）
- 吳若希 - 我明白（監）
- 吳若希、胡鴻鈞 - 暗戀（編／何哲圖合監）
- 胡鴻鈞 - 勇氣（監／黃維一合編）
- 胡鴻鈞 - 啞忍（Johnny Yim合監）
- 胡鴻鈞 - 鬥快（《貓屎媽媽》主題曲，編／監）
- 姜麗文 - Forever（編／姜文傑、姜麗文合監）
- 洪　、朱紫嬈 - 你恨我（曲／黃兆銘合編／洪合監）
- 張惠雅 - 莞爾（曲／編／韋雄合監）
- 許廷鏗 - 魂遊太虛（編／監）
- 樂　瞳 - 男生乙個（監／張家誠合編）
- 樂　瞳 - 第五季（監）
- 鄭欣宜 - 戀毀情亡（黃安弘合編／何哲圖合監）
- 鄭欣宜 - 屢屢（編／監）
- 鄭欣宜 - 奉陪（黃安弘合編／何哲圖合監）
- 謝安琪、許廷鏗、鍾嘉欣、鄭欣宜、吳若希、胡鴻鈞、樂瞳、Super Girls - 喜氣洋洋（編／監）

### 2014年
- 王君馨 - Switch On（《幪面超人Fourze》主題曲，監）
- 王君馨 - 她最好（《寒山潛龍》片尾曲，何哲圖合監）
- 吳若希 - 休止符（《愛情來的時候-單元2》主題曲，何哲圖合監）
- 吳若希 - 愛我請留言（《愛我請留言》主題曲，何哲圖合監）
- 吳若希 - 煙雨迷霧（編／監）
- 吳若希 - 越難越愛（《使徒行者》片尾曲，何哲圖、Johnny Yim合監）
- 吳若希 - 越難越愛（國）（監）
- 胡杏兒、吳卓羲 - 是你嗎（《醋娘子》主題曲，何哲圖合監）
- 胡鴻鈞 - 高攀（《載得有情人》主題曲，監）
- 胡鴻鈞、徐子珊 - 棋逢敵手（《點金勝手》片尾曲，何哲圖合監）
- 馬德鐘 - 血與汗（《飛虎II》主題曲，監）
- 側　田、劉浩龍 - 行者（《使徒行者》主題曲，何哲圖合監）
- 張德蘭 - 心藥（《大藥坊》主題曲，何哲圖合監）
- 許廷鏗 - 福氣（編／監）
- 許廷鏗 - 枷鎖（《再戰明天》主題曲，鄭嘉嘉合編／何哲圖合監）
- 許廷鏗 - 再戰明天（《再戰明天》片尾曲，鄭嘉嘉合編／何哲圖合監）
- 許廷鏗 - 護航（《西遊記》片尾曲，監）
- 陳國峰 - 身邊有你（《高達創戰者》主題曲，監）
- 群　星 - We Are The Only One（徐洛鏘合編／左麟右李、Johnny Yim合監）
- 鄭世豪、羅鈞滿 - 灰色命運（《忠奸人》主題曲，何哲圖合監）
- 鄭欣宜 - 愛莫忘（《愛情來的時候-單元1》主題曲，何哲圖合監）
- 鄭俊弘 - 點火（編／監）
- 鄭俊弘 - 考驗（《點金勝手》主題曲，監）
- 鄭俊弘 - 歸途（《寒山潛龍》主題曲)，曲／編／監）
- 鄭俊弘 - 熊貓（國）（監）
- 鄭俊弘 - 造反（《八卦神探》主題曲，監）
- 鍾嘉欣 - 鋼琴哭（《愛情來的時候-單元3》主題曲，何哲圖合監）
- 羅鈞滿、王君馨 - 是非（《宦海奇官》主題曲，何哲圖合監）

### 2015年
- C AllStar - 無懼（《潮拜武當》主題曲，何哲圖監）
- C AllStar - 天光（《鬼同你OT》主題曲，何哲圖合監）
- 何雁詩 - 我和你（《四個女仔三個BAR》主題曲，編／何哲圖合監）
- 吳若希 - 美好的時光（《衝線》主題曲，編／何哲圖合監）
- 吳若希 - 眼淚的秘密（《武則天》片尾曲，何哲圖合監）
- 吳若希 - 眼淚的秘密（國）（《武則天》片尾曲，何哲圖合監）
- 李思捷、側　田 - 出口（《以和為貴》主題曲，何哲圖合監）
- 泳　兒 - 獨一無二（《無雙譜》主題曲，何哲圖合監）
- 胡杏兒 - 天使（《陪著你走》主題曲，何哲圖合監）
- 胡鴻鈞 - 相信明天（《實習天使》主題曲，何哲圖合監）
- 胡鴻鈞 - 如夢初醒（編／監）
- 胡鴻鈞 - 心淡（編／監）
- 胡鴻鈞 - 明知道（監）
- 容祖兒 - 女皇（《武則天》主題曲，何哲圖合監）
- 張繼聰 - 月無聲（《收規華》主題曲，何哲圖合監）
- 許廷鏗 - 風眼（編／監）
- 許廷鏗 - 美夢之後（監）
- 許廷鏗 - 記住忘記我（《無心法師》主題曲，何哲圖合監）
- 許廷鏗 - 歲月無悔（《梟雄》主題曲，何哲圖合監）
- 許廷鏗 - 忘掉他（編／監）
- 許廷鏗 - 迷宮（《拆局專家》主題曲，何哲圖合監）
- 許廷鏗 - 郵輪（國）（監）
- 許廷鏗、胡鴻鈞 - 真相（《天眼》主題曲，何哲圖合監）
- 陳展鵬 - 下世紀（《張保仔》片尾曲，何哲圖合監）
- 陳國峰 - 無窮無盡（監）
- 鄭俊弘 - 往事隨風（編／監）
- 鄭俊弘 - 愛同行（《愛·回家 (第二輯)》主題曲，編／何哲圖合監）
- 鄭俊弘 - 揚帆（《張保仔》主題曲，何哲圖合監）
- 蕭正楠 - I'll Always be Yours（《師奶Madam》主題曲，編／監）
- 薛家燕、蕭正楠、麥長青 - 報恩（《倩女喜相逢》主題曲，何哲圖合監）
- 鍾嘉欣 - 一顆不變的心（《張保仔》插曲，何哲圖合監）
- 譚嘉儀 - 閃耀的力量（《星夢學園》主題曲，監）

### 2016年
- 田蕊妮、胡定欣 - 得寵（《來自喵喵星的妳》主題曲，何哲圖合監）
- 伍富橋、林師傑、陳國峰 Feat. C君、陳豪 - 喵喵（《來自喵喵星的妳》片尾曲，何哲圖合監）
- 何雁詩 - 愛情食物鏈（《愛情食物鏈》主題曲，何哲圖合監）
- 何雁詩 - The Only One（《殭》插曲，何哲圖合監）
- 何雁詩 - 愛需要勇氣（《致命復活》片尾曲，何哲圖合監）
- 何雁詩 - 最真心一對（《EU超時任務》主題曲，何哲圖合監）
- 何雁詩 - 夢裡花（《女醫·明妃傳》主題曲，何哲圖合監）
- 吳若希 - 愛（《愛情來的時候2》主題曲，何哲圖合監）
- 吳若希 - 愛（國）（《愛情來的時候2》主題曲，何哲圖合監）
- 吳若希 - 捨得分手（監）
- 吳若希 - 誘心人（《為食神探》片尾曲，何哲圖合監）
- 吳若希 - 愛（國）（監）
- 吳若希 - 完美的生活（《愛·回家之八時入席》主題曲，何哲圖合監）
- 吳若希 - 可以背負更多（《瑯琊榜》片尾曲，何哲圖合監）
- 吳若希 - 最後一次分手（《完美叛侶》主題曲，何哲圖合監）
- 沈震軒 - 藍天白雲（《公公出宮》主題曲，何哲圖合監）
- 星夢群星 Feat. 羅蘭、胡楓、Joe Junior - 財神到（編／何哲圖合監）
- 胡鴻鈞 - 天地不容（《殭》片尾曲，何哲圖合監）
- 胡鴻鈞 - 公義的抉擇（《律政強人》主題曲，何哲圖合監）
- 胡鴻鈞 - 靈魂的痛（《末代御醫》主題曲，何哲圖合監）
- 馬國明、周麗淇 - 心暖（《流氓皇帝》片尾曲，何哲圖合監）
- 側　田 - 同步（《鐵馬戰車》主題曲，何哲圖合監）
- 康　華、樊奕敏、馬蹄露 - 伊人當自強（何哲圖合監）
- 許廷鏗 - 問天（《瑯琊榜》主題曲，何哲圖合監）
- 許廷鏗 - 天地（《瑯琊榜》插曲，何哲圖合監）
- 陳展鵬 - 圍城（《城寨英雄》主題曲，何哲圖合監）
- 陳展鵬、胡定欣 - 從未知道你最好（《城寨英雄》片尾曲，何哲圖合監）
- 陳敏之、阮兆祥、王君馨、鄭世豪、何雁詩、羅鈞滿（《性在有情》主題曲，何哲圖合監）
- 群　星 - 乘風（Amazing Summer2016 主題曲，何哲圖合監）
- 鄭世豪 - 四方（《流氓皇帝》主題曲，監）
- 鄭俊弘 - 炮火（編／監）
- 鄭俊弘 - 火線下（《火線下的江湖大佬》主題曲，何哲圖合監）
- 蕭正楠 - 愛的溫暖（《一屋老友記》主題曲，何哲圖合監）
- 鍾嘉欣 - 你懂我（《警犬巴打》主題曲，何哲圖合監）
- 鍾嘉欣 - 我結婚了（編／監）
- 鍾嘉欣 - 我記不起（《為食神探》主題曲，何哲圖合監）

### 2017年
- HANA - 一輩子守候（《錦繡未央》主題曲，何哲圖合監）
- HANA - 手中沙（《不懂撒嬌的女人》主題曲及片尾曲，何哲圖合監）
- HANA - 久別重逢（《三生三世十里桃花》主題曲，何哲圖合監）
- HANA - 忘記我自己（《使徒行者2》片尾曲，何哲圖合監）
- Maria Cordero - 天賜的滋味（《味想天開》主題曲，何哲圖合監）
- 王浩信 - 心眼（《踩過界》主題曲，何哲圖合監）
- 王浩信、HANA - 欲言又止（《溏心風暴3》片尾曲，何哲圖合監）
- 王浩信、譚嘉儀 - 陪著你走（《不懂撒嬌的女人》插曲，何哲圖、朱俊傑合監）
- 古巨基 - 無心愛（《無心法師II》主題曲，何哲圖合監）
- 谷婭溦 - 安守本份（《使徒行者2》插曲，何哲圖、Johnny Yim合監）
- 伍富橋 - 我怎會如此（監）
- 何雁詩 - 很想愛下去（何哲圖合監）
- 何雁詩 - 我不會撒嬌（《不懂撒嬌的女人》主題曲及片尾曲，何哲圖合監）
- 何雁詩 - 愛近在眼前（《踩過界》片尾曲，何哲圖合監）
- 吳若希 - 你在我心間（《那年花開月正圓》主題曲，何哲圖合監）
- 吳若希 - 別再記起（《誇世代》片尾曲，何哲圖合監）
- 胡鴻鈞 - 到此一遊（《降魔的》主題曲，何哲圖合監）
- 胡鴻鈞 - 遙不可及（《降魔的》片尾曲，何哲圖合監）
- 胡鴻鈞 - 今天之後（監）
- 胡定欣 - 我有我美麗（《全職沒女》主題曲，何哲圖合監）
- 林欣彤 - 畢業之後（《老表，畢業喇！》主題曲，何哲圖合監）
- 陳展鵬 - 一觸即發（《同盟》主題曲，何哲圖合監）
- 許廷鏗 - 籠牢（《心理追兇 Mind Hunter》主題曲，何哲圖合監）
- 黃心穎、蔡思貝、馮盈盈、邵珮詩、張寶兒 - 到此一遊（何哲圖合監）
- 鄭俊弘 - 風沙（監）
- 鄭俊弘 - 你走的那個晚上（《心理追兇 Mind Hunter》片尾曲，何哲圖合監）
- 鄭俊弘 - 十倍奉還（《賭城群英會》主題曲，何哲圖合監）
- 鄭俊弘 - 戰勝吧（《超時空男臣》主題曲，何哲圖合監）
- 鄭俊弘 - 起跑線（編／監）
- 鄭俊弘、何雁詩 - 真心真意（《我瞞結婚了》主題曲，何哲圖合監）
- 黎耀祥、樊奕敏、單立文、何廣沛、傅嘉莉 - 財神駕到（《財神駕到》主題曲，編／何哲圖合監）
- 蕭正楠 - 不變的愛（《親親我好媽》主題曲，何哲圖合監）
- 薛家燕 - 家中的太陽（《燦爛的外母》主題曲，何哲圖合監）
- 鍾嘉欣 - I Promise（《溏心風暴3》插曲，何哲圖合監）
- 譚嘉儀 - 我不歸去（《射雕英雄傳》主題曲，何哲圖合監）
- 譚嘉儀 - 快樂快活人（《雜警奇兵》主題曲，何哲圖合監）

### 2018年
- HANA - 只想與你再一起（《再創世紀》片尾曲，何哲圖合監）
- HANA - 從未說起（《跳躍生命線》片尾曲，何哲圖合監）
- HANA - 飛蛾撲火（《宮心計2深宮計》片尾曲，何哲圖合監）
- HANA - 回到以前（《棟仁的時光》片尾曲，何哲圖合監）
- HANA - 別再怕（《兄弟》片尾曲，編／何哲圖合監）
- HANA - 聽雪落淚（《烈火如歌》主題曲，何哲圖合監）
- HANA - 為難自己（監）
- HANA - 相信愛情（監）
- 王君馨 - 戀愛幼稚（《是咁的，法官閣下》片尾曲，何哲圖合監）
- 王浩信 - 非凡（《兄弟》主題曲，何哲圖合監）
- 伍富橋 - 重複愛一次（《救妻同學會》插曲，何哲圖合監）
- 谷婭溦 - 你是我的唯一（何哲圖合監）
- 吳若希 - 無常春秋（《延禧攻略》主題曲，何哲圖合監）
- 吳若希 - 為何你要背叛我（《再創世紀》插曲，何哲圖合監）
- 林師傑 - 愛是無盡（《翻生武林》主題曲，何哲圖合監）
- 胡定欣 - 無悔無愧（《宮心計2深宮計》主題曲，何哲圖合監）
- 胡　琳 - 半邊天（《平安谷之詭谷傳說》主題曲，何哲圖合監）
- 胡鴻鈞 - 最難忘一天（《棟仁的時光》主題曲，何哲圖合監）
- 胡鴻鈞 - 今生無憾（《三國機密之潛龍在淵》主題曲，何哲圖合監）
- 胡鴻鈞 - 理性感性（《是咁的，法官閣下》主題曲，何哲圖合監）
- 胡鴻鈞 - 為愛冒險（《救妻同學會》主題曲，何哲圖合監）
- 胡鴻鈞 - 太難開始（《救妻同學會》片尾曲，何哲圖合監）
- 馬浚偉、胡定欣 - 明月與海（《宮心計2深宮計》插曲，何哲圖合監）
- 陳展鵬 - 悔別離（《天命》片尾曲，何哲圖合監）
- 黃心穎 - 在心中（《愛·回家之開心速遞》主題曲，何哲圖合監）
- 楊千嬅 - 無雙（《三個女人一個「因」》主題曲，何哲圖合監）
- 鄭俊弘 - 逆天（《逆緣》主題曲，何哲圖合監）
- 鄭俊弘 - 無畏的肩膊（《跳躍生命線》主題曲，何哲圖合監）
- 鄭俊弘 - 雲彩（編／監）
- 戴祖儀 - 未開始的故事（《愛情沒有來的時候》主題曲，何哲圖合監）
- 謝文欣 - 其實我牽掛（張家誠合監）
- 謝文欣 - 若無其事（監）
- 譚嘉儀 - 伴你闖蕩（《果欄中的江湖大嫂》主題曲，何哲圖合監）

### 2019年
- HANA - 心有不甘（《皓鑭傳》主題曲，何哲圖合監）
- HANA - 鋼鐵有淚（《鐵探》片尾曲，何哲圖合監）
- HANA - 你就是天下（《倚天屠龍記》片尾曲，何哲圖合監）
- HANA - 沒有你開始（《白色強人》片尾曲，何哲圖合監）
- HANA - 逆光飛翔（《鳳弈》主題曲，何哲圖合監）
- 王浩信 - 愛不起（《解決師》片尾曲，何哲圖合監）
- 古家峯、戴祖儀 - 你知不知道（《知否知否應是綠肥紅瘦》主題曲，何哲圖合監）
- 何雁詩 - 我會想念他（《牛下女高音》片尾曲，何哲圖合監）
- 吳若希 - 日月存亡（《如懿傳》主題曲，何哲圖合監）
- 吳若希 - 暗中愛我（《福爾摩師奶》主題曲，何哲圖合監）
- 吳若希 - 我記得（《鐵探》插曲，何哲圖合監）
- 吳若希 - 愛情無價（《街坊財爺》片尾曲，何哲圖合監）
- 吳若希 - 每段愛還是錯（《多功能老婆》插曲，何哲圖合監）
- 吳業坤 - 街坊財爺（《街坊財爺》主題曲，何哲圖合監）
- 林師傑 - 傳說（《十二傳說》主題曲，何哲圖合監）
- 林穎彤 - 忽然又想起你（監）
- 林穎彤 - 你永遠是最好（監）
- 胡鴻鈞 - 抱擁情人（《婚姻合伙人》主題曲，何哲圖合監）
- 楊千嬅 - 嫁給愛情（《多功能老婆》主題曲，何哲圖合監）
- 容祖兒 - 明月（《包青天再起風雲》片尾曲，何哲圖合監）
- 梁釗峰、陳健安 - 天知（《解決師》主題曲，何哲圖合監）
- 連詩雅 - 孤身走（《獨孤天下》主題曲，何哲圖合監）
- 陳松伶 - 有我便有你（《福爾摩師奶》插曲，何哲圖合監）
- 鄭俊弘 - 鐵石心腸（《鐵探》主題曲，何哲圖合監）
- 鄭俊弘 - 選擇善良（《白色強人》主題曲，何哲圖合監）
- 戴祖儀 - 天光前分手（《多功能老婆》插曲，何哲圖合監）
- 謝東閔 - 得失一笑中（《倚天屠龍記》主題曲，何哲圖合監）
- 譚嘉儀、林師傑、伍富橋 - 有你多好（《好日子》主題曲，何哲圖合監）
- 譚嘉儀 - 想勇敢一次（《丫鬟大聯盟》主題曲，何哲圖合監）

### 2020年
- HANA - 你喜歡說謊（《黃金有罪》片尾曲，何哲圖合監）
- HANA - 我不是她 （《法證先鋒IV》片尾曲，何哲圖合監）
- HANA - 如果你明白（《機場特警》片尾曲，何哲圖合監）
- HANA - 我未能忘掉你（《降魔的2.0》片尾曲，何哲圖合監）
- HANA - 我輸不起（《那些我愛過的人》片尾曲，何哲圖合監）
- HANA - 說過放下（《錦繡南歌》主題曲，何哲圖合監）
- HANA - 不能放手（《使徒行者3》片尾曲，何哲圖合監）
- HANA - 沒完沒了
- 王浩信 - 似真如假（《反黑路人甲》主題曲，何哲圖合監）
- 王浩信 - 心眼（《踩過界II》主題曲，何哲圖合監）
- 何雁詩 - 對手戲（《反黑路人甲》片尾曲，何哲圖合監）
- 吳若希 - 沒有你並無掛念（《那些我愛過的人》插曲，何哲圖合監）
- 吳若希 - 最遠的距離（《殺手》片尾曲，何哲圖合監）
- 吳業坤 - 無私者（《殺手》主題曲，何哲圖合監）
- 谷婭溦 - 該如何放棄愛（監）（《七公主》片尾曲，監）
- 林　峯 - 無人問我（《使徒行者3》主題曲，何哲圖合監）
- 林　峯、HANA - 低谷天堂（《使徒行者3》插曲，何哲圖合監）
- 林穎彤 - 可不可以戀愛（監）
- 林穎彤、伍富橋 - 迷魂陣（監）
- 星夢群星 - 疫境同行（何哲圖合監）
- 胡鴻鈞 - 十字路口（《降魔的2.0》主題曲，何哲圖合監）
- 胡鴻鈞 - 凡人不懂愛（《降魔的2.0》插曲，何哲圖合監）
- 側　田 - 圓謊（《法證先鋒IV》主題曲，何哲圖合監）
- 連詩雅 - 小謊言（《那些我愛過的人》主題曲，何哲圖合監）
- 連詩雅 - 愛情事（《香港愛情故事》主題曲，何哲圖合監）
- 鄭俊弘 - 快閃（《黃金有罪》主題曲，何哲圖合監）
- 鄭俊弘 - 不要流淚（《法證先鋒IV》插曲，何哲圖合監）
- 鄭俊弘 - 血淚的磨練（《機場特警》主題曲，何哲圖合監）
- 鄭俊弘 - 迷網（《迷網》主題曲，何哲圖合監）
- 戴祖儀 - 分分鐘需要你（Happy Version）（《十八年後的終極告白》插曲，何哲圖合監）
- 戴祖儀 - 分分鐘需要你（Sad Version）（《十八年後的終極告白》插曲，何哲圖合監）
- 謝東閔 - 最冷的一天（《慶餘年》主題曲，何哲圖合監）
- 謝東閔、戴祖儀 - 夢飛翔（《那些我愛過的人》插曲，何哲圖合監）
- 謝東閔、戴祖儀 - 逆流直上（《香港愛情故事》插曲，何哲圖合監）
- 羅天宇、龔嘉欣 - 逆流直上（《香港愛情故事》插曲，何哲圖、馮羚、徐洛鏘合監）
- 譚嘉儀 - 怎麼去愛（《C9特工》主題曲，何哲圖合監）
- 張振朗 - 差一些（《堅離地愛堅離地》主題曲，何哲圖合監）

### 2021年
- HANA - 愛很美麗（《愛美麗狂想曲》主題曲，何哲圖合監）
- HANA - 秘密花園（《逆天奇案》插曲，何哲圖合監）
- HANA - 不相信別人（《刑偵日記》片尾曲，何哲圖合監）
- HANA、王浩信 - 蝴蝶效應（《刑偵日記》插曲，何哲圖合監）
- HANA - 我會害怕（《星空下的仁醫》片尾曲，何哲圖合監）
- JW 王灝兒 - 誰人在身邊（《燕雲台》主題曲，何哲圖合監）
- JW 王灝兒 - 我不想別離（《陀槍師姐2021》主題曲，何哲圖合監）
- JW 王灝兒 - 愛心灌溉（《愛·回家之開心速遞》主題曲，曲、編、監）
- 王浩信 - 天窗（《刑偵日記》主題曲，何哲圖合監）
- 鄭俊弘 - 逆著風（《大步走》主題曲，何哲圖合監）
- 鄭俊弘 - 對與錯（《伙記辦大事》主題曲，何哲圖合監）
- 鄭俊弘 - 門外的世界（《我家無難事》片尾曲，何哲圖合監）
- 鄭俊弘 - 殊途永遠（《換命真相》主題曲，監）
- 吳若希 - 錯的一天（《伙記辦大事》插曲，何哲圖合監）
- 戴祖儀 - 敢愛敢恨（《陀槍師姐2021》插曲，何哲圖合監）
- 戴祖儀 - 別煩著我（《萌妃駕到》主題曲，何哲圖合監）
- 聲夢傳奇參賽者 - 造夢時學會飛行（《聲夢傳奇》主題曲，何哲圖合監）
- 胡鴻鈞 - 逆襲（《逆天奇案》主題曲，何哲圖合監）
- 譚嘉儀 - 天使（《寶寶大過天》主題曲，何哲圖合監）
- 連詩雅 - 太在意（《刑偵日記》插曲，何哲圖合監）
- 羅天宇 - 從頭開始（《我家無難事》主題曲，何哲圖合監）
- 炎明熹 - 真話的清高（監）
- 鍾嘉欣 - 好好珍惜自己（《星空下的仁醫》主題曲，何哲圖合監）
- 鍾柔美 - 不想輕躺（《青年心城之撐起青春》主題曲，監）
- 譚俊彥 - 只因深愛妳（《換命真相》插曲，何哲圖合監）
- 吳業坤 - 我是王（《拳王》主題曲，監）
- 谷婭溦 - 我要和你在一起（《愛上我的衰神》插曲，監）

### 2022年
- HANA - 天荒不老（《鐵拳英雄》片尾曲，何哲圖合監）
- HANA - 不悔的決心（《超能使者》片尾曲，何哲圖合監）
- 陳展鵬 - 同路（《鐵拳英雄》主題曲，何哲圖合監）
- 戴祖儀 - 自我處理（《青春不要臉》插曲，監）
- JW王灝兒 - 伴我左右（《金宵大廈2》插曲，何哲圖合監）
- 張馳豪 - 色彩背面（《十八年後的終極告白2.0》主題曲，監）
- 洪韻騏 - 透光 （《黑金風暴》宣傳曲，何哲圖合監）
- 余逸暳 - 執手不放（《上陽賦》宣傳曲，何哲圖合監）
- 謝東閔 - 輕輕一轉（《黯夜守護者》片尾曲，徐洛鏘合監）
- 黃宗澤 - 道別昨天（《法證先鋒V》插曲，韋雄合監）
- 鄭融 - 好姊妹（《光姊妹》主題曲，何哲圖合監）

### 2023年
- 姜麗文 - I AM WOMAN（Peter Hyun of One Way、姜麗文合監）

### 2024年
- HANA - 萬年（《與鳳行》香港主題曲，何哲圖合監）

### 2025年
- 吳若希 - 感激跟你能夠遇見（編／監）
- 鍾嘉欣 - Believe In Yourself（監／黃兆銘合編）
- 羅啟豪 - 還未分享的歌單（編／監）

## 外部連結
- 韋景雲的Facebook專頁
- 韋景雲的Instagram帳戶
- 韋景雲的新浪微博
- 官方网站